# Forcipomyia townsendi
Forcipomyia townsendi är en tvåvingeart som beskrevs av Frederick Knab 1915. Forcipomyia townsendi ingår i släktet Forcipomyia och familjen svidknott.
Artens utbredningsområde är Peru. Inga underarter finns listade i Catalogue of Life.